# Židovský hřbitov ve Varíně
Židovský hřbitov ve Varíně se nachází na východním okraji obce nedaleko železniční stanice. Po obvodu je ohrazen kamennou zdí a je na mnohých místech poškozený. Starší hroby jsou umístěny na východní straně, novější na západní; střed hřbitova je prázdny. O hřbitov se několik desetiletí nikdo nestaral a byl několikrát poškozený vandaly. Zloději rozkradli macevy z kvalitních materiálů a z márnice zůstaly jen základy. Na počátku roku 2022 obecní zastupitelstvo Varín odmítlo zažádat o krajskou dotaci na rekonstrukci památek ve výši 4000€, která měla být použita k vyřešení katastrofálního stavu hřbitova.

## Galerie

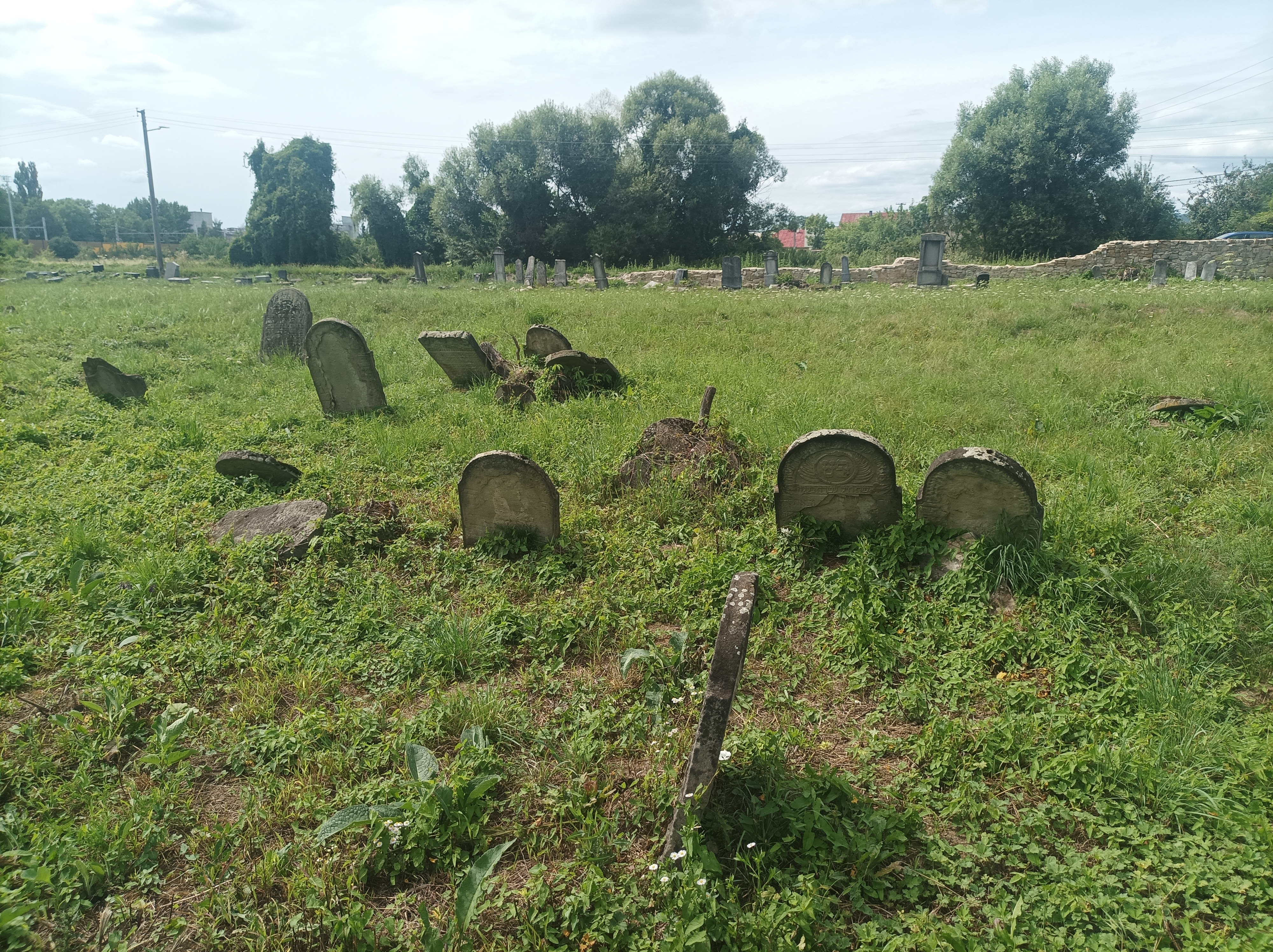
Poválené náhrobky
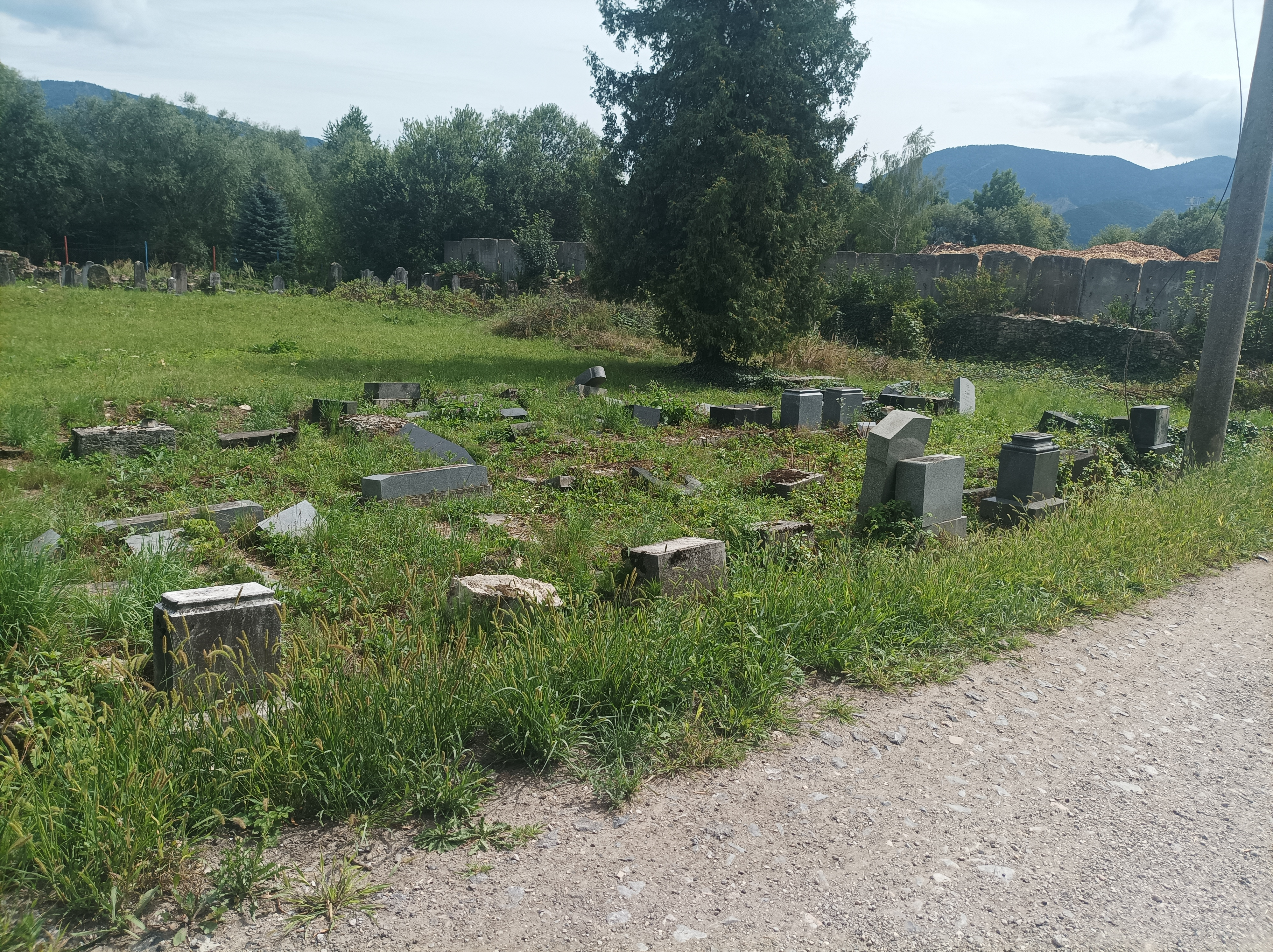
Poničené náhrobky
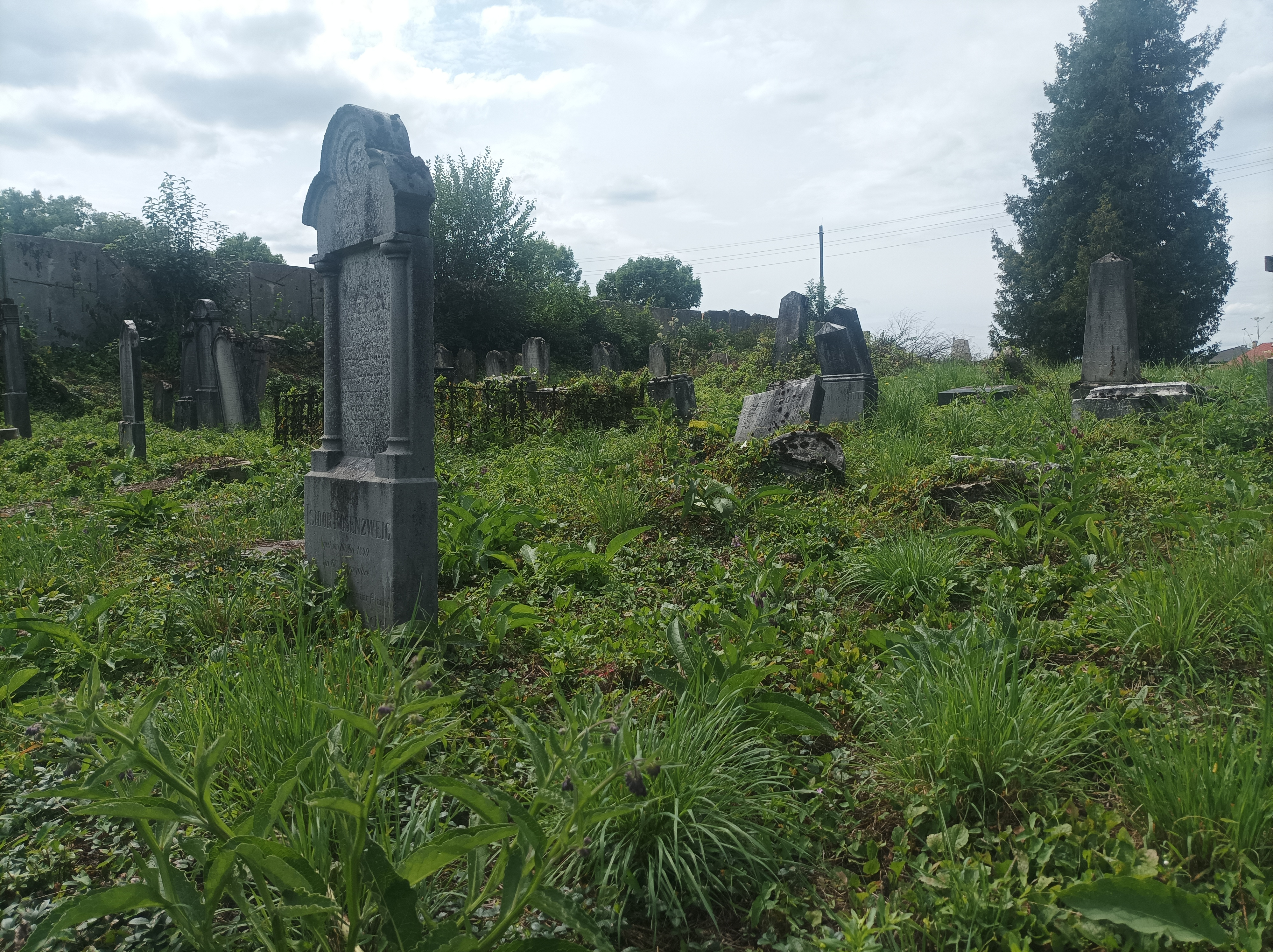
Náhrobky
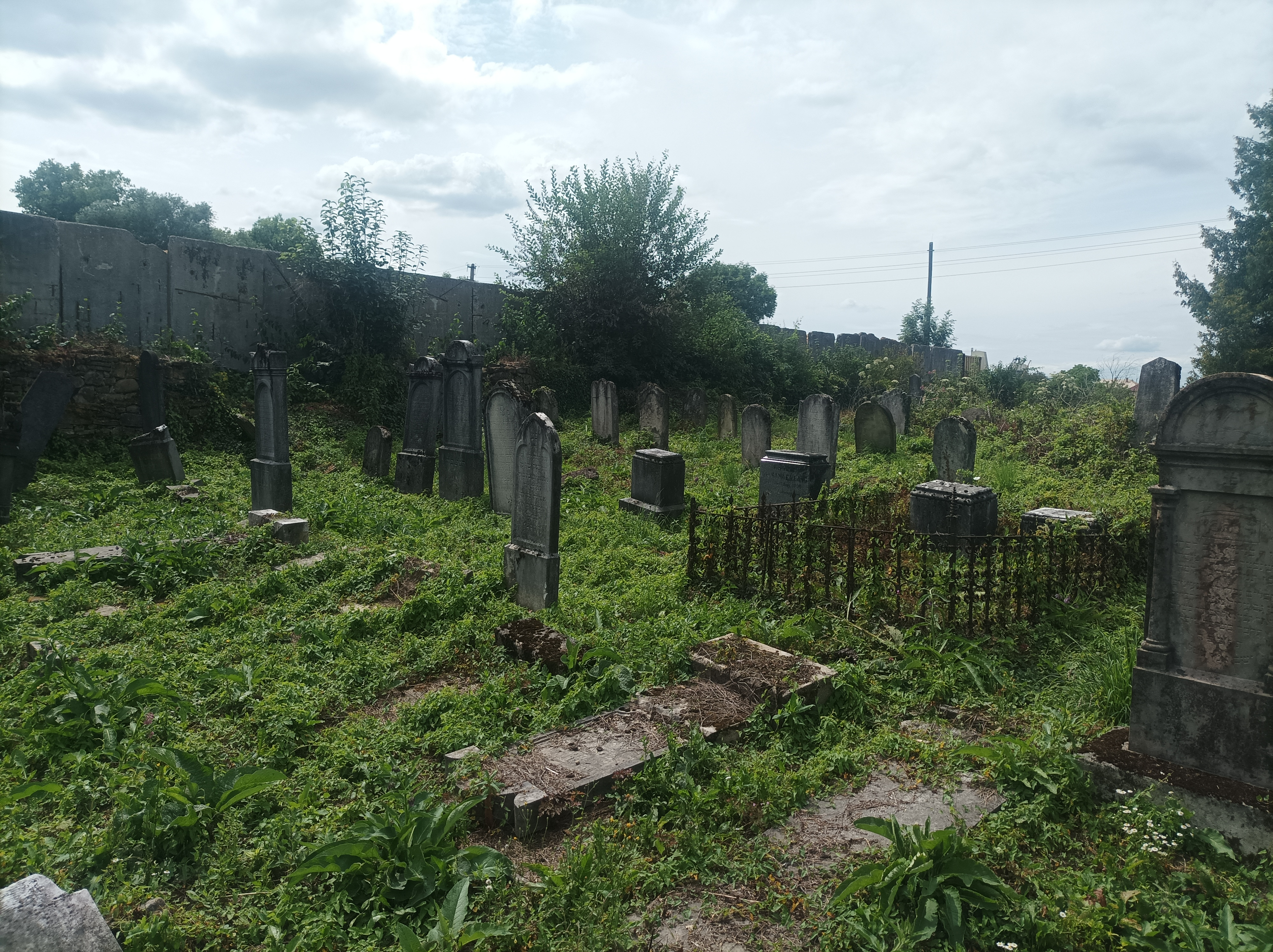
Náhrobky
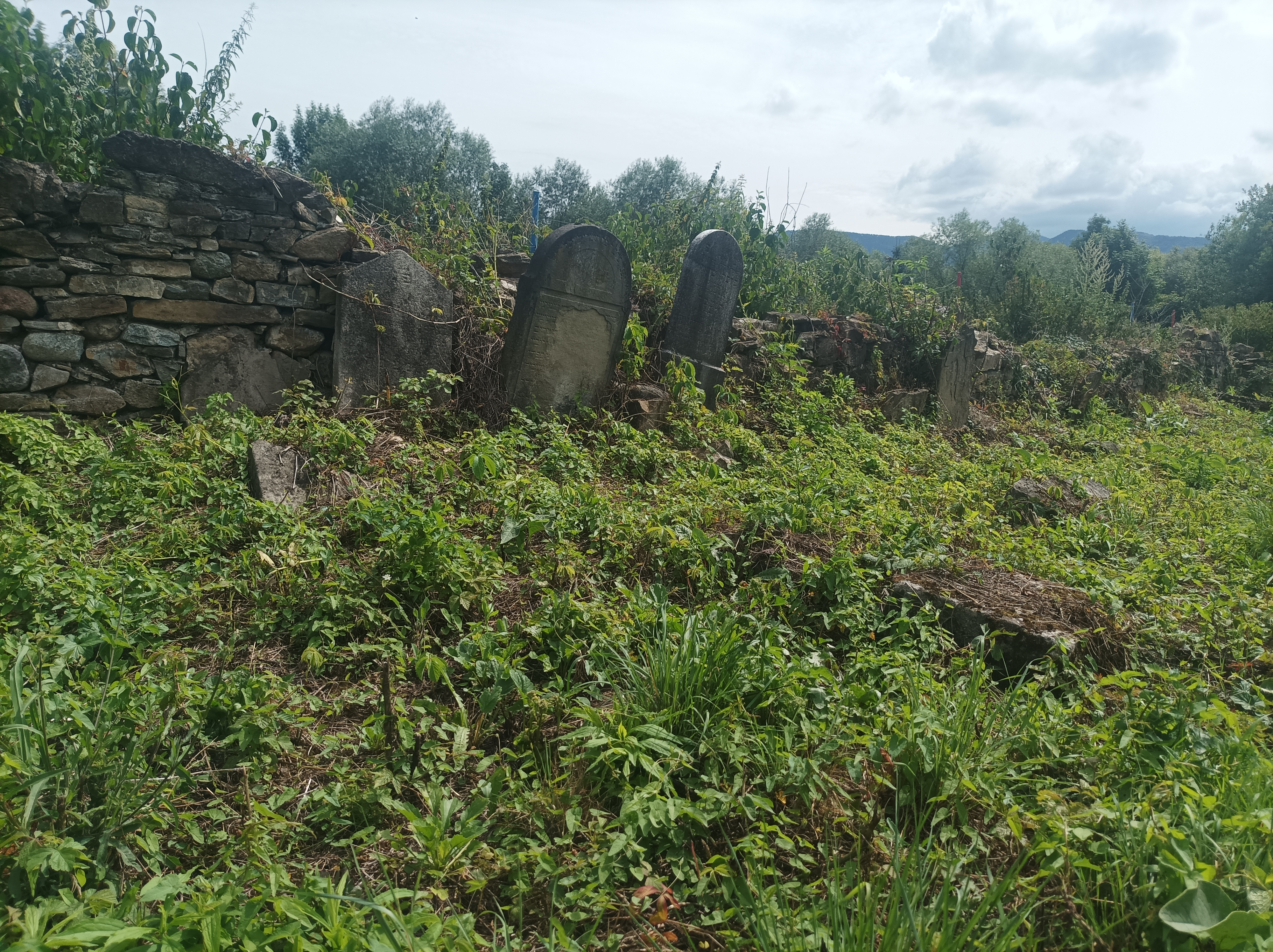
Poškozené náhrobky
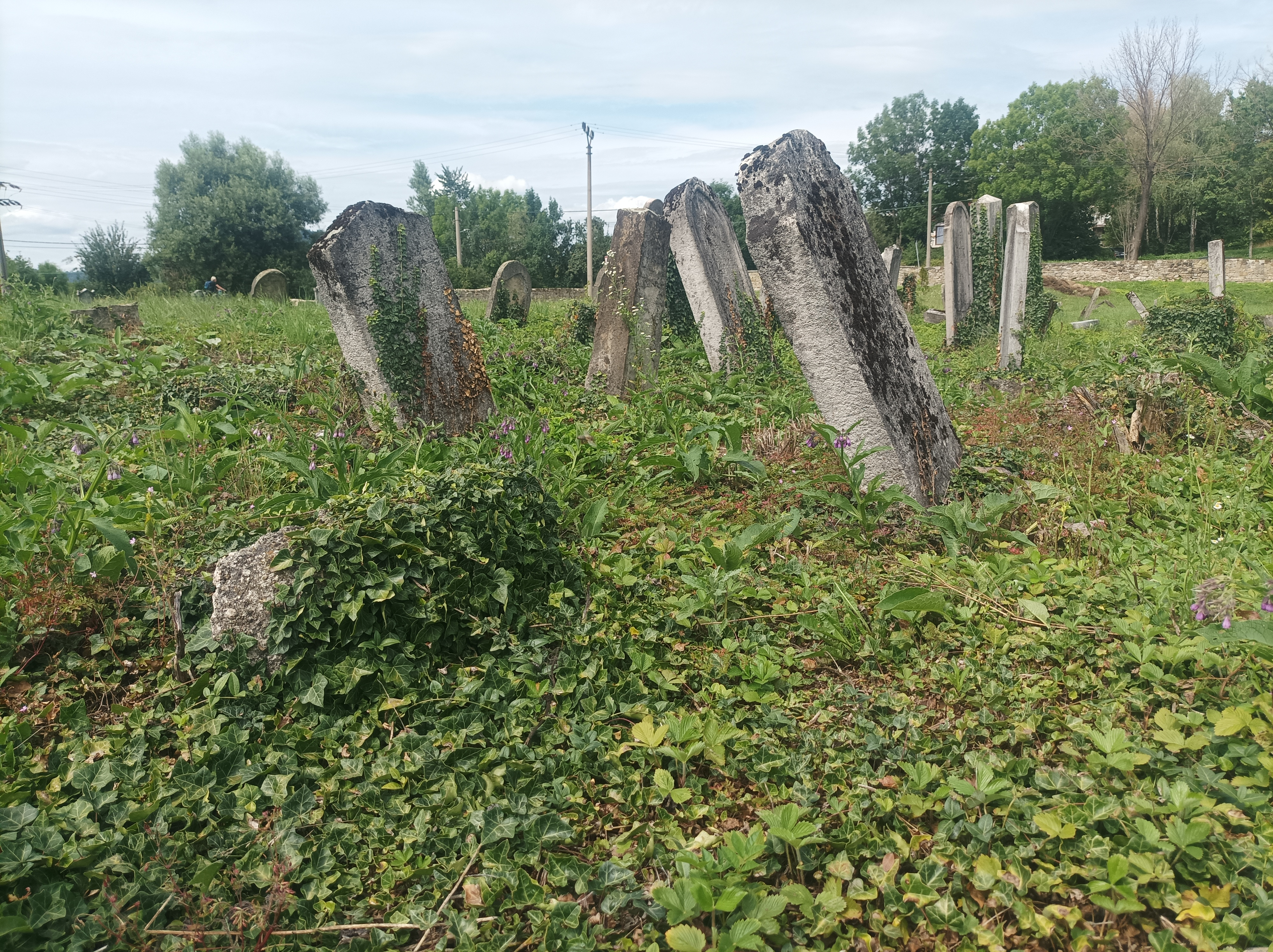
Náhrobky